# Liste der denkmalgeschützten Objekte in Lány u Rakovníka
Grundlage dieser Liste der denkmalgeschützten Objekte in Lány u Rakovníka ist die ÚSKP-Liste (Ústřední seznam kulturních památek České republiky, deutsch Zentrale Liste der Kulturdenkmäler der Tschechischen Republik), die von der tschechischen Denkmalschutzbehörde NPÚ (Národní památkový ústav, deutsch Nationale Denkmalbehörde) seit 1987 geführt wird und an die seit dem Jahr 1850 geschaffenen Listen anschließt.

## Denkmalgeschützte Objekte nach Ortsteilen
| Lage                                                                                                   | Objekt                                                                                       | Beschreibung | ÚSKP-Nr.                  | Bild           |
| --- | -------------------------------------------------------------------------------------------- | --- | ------------------------- | -------------- |
| Lány, Pustinka 369, nordöstliches Gebiet, Láner Wildgehege bei der Einöde Pustinka, Nr. 489 (Standort) | Pustinka Kohlengrube                                                                         | Kohlengrube Jaroslav / Nosek / Tuchlovice, die sogenannte Pustinka, von der nur: Bergbauturm, Grubenbau, Windmühlenmaschinenraum. Wertvolle funktionalistische Industriearchitektur, die nach 1951 gebaut wurde. | 51229/2-4443 Info Katalog | BW             |
| Lány, Kreuzung Křivoklát – Nižbor, Nr. 117 (Standort)                                                  | Statuen des Gekreuzigten, des heiligen Antonius von Padua, des heiligen Johannes von Nepomuk | Ensemble von Sandsteinstatuen von St. Johannes von Nepomuk und St. Antonius von Padua aus der Mitte des 18. Jahrhunderts ist in einer umfassenden Komposition zusammen mit einer Statue des Gekreuzigten des 19. Jahrhunderts. | 12252/2-4256 Info Katalog | weitere Bilder |
| Lány, im Raum Lány – Brejl (Standort)                                                                  | Pferdeeisenbahn                                                                              | Pferdebahnstrecke, Ruinen und archäologische Spuren. Die Geländestücke der Pferdeeisenbahn Prag–Kladno–Stochov–Lány, erbaut um die Wende der 1820er und 1930er Jahre. Die Waldböschungen weisen gut markierte Böschungen und Relikte von Sandsteinblöcken auf. | 14318/2-3079 Info Katalog | weitere Bilder |
| Lány, Lány 94, im Raum Lány – Brejl (Standort)                                                         | Säge Brejl                                                                                   | Brejl-Sägewerk, Ende der Brejl-Píně-Pferdebahn, Ruinen und archäologische Spuren. Sägewerk, Wechselstation. Reste von Gebäuden, die mit der Pferdeeisenbahn aus dem 19. Jahrhundert verbunden sind und sich heute in einem Wald in der Nähe der Straße zwischen Lány und Křivoklát befinden. Das am besten erhaltene Eisenbahngebäude hat einen rechteckigen Grundriss mit Walmdach.           | 39516/2-3079 Info Katalog | BW             |
| Lány, Zámecká 2 (Standort)                                                                             | Lany Castle mit Kirche und Park                                                              | Das Gebiet (Schloss, Kirche des Namens Jesu, wirtschaftlicher und administrativer Hintergrund, Park mit skulpturaler Dekoration, Umzäunung), dessen Kern ein dreiflügeliges zweistöckiges Herrenhaus ist, das durch die mittleren und zwei Eckbuchten hervorgehoben wird. Die ursprüngliche Renaissancefestung wurde in der zweiten Hälfte des 17. Jahrhunderts erweitert und später umgebaut. | 19854/2-2673 Info Katalog | weitere Bilder |
| Lány, linkes Ufer Klíčavsky Talsperre (Standort)                                                       | Jivno Schloss                                                                                | Burg Jivno, Ruinen und archäologische Spuren. Die Ruinen eines eintürmigen Königsschlosses mit einer Randbebauung aus dem 13. Jahrhundert. In Lánská obora, auf einem Felsvorsprung über dem Klíčava-Damm, ist das Mauerwerk bis zu 1 m erhalten. | 31911/2-3080 Info Katalog | weitere Bilder |
| Lány, Nr. 144 (Standort)                                                                               | Friedhof                                                                                     | Traditioneller kleiner Dorffriedhof mit mehreren interessanten Grabsteinen. | 10117/2-4223 Info Katalog | Friedhof       |